# Wenatchee
Wenatchee (Winatshipum, Wina't:ca, Piskwaus).- Naziv za više bandi i par malenih plemena Američkih Indijanaca porodice Salishan u područjima rijeke Wenatchee, Methow i područja uz jezero Chelan u Washingtonu. Pleme 1855. sudjeluje u potpisivanju ugovora 'Yakima', ali ne odlaze na rezervate. Po jeziku su im najsrodniji Columbia Indijanci (Sinkiuse). Negdje 1780. (prema Mooneyu), pleme je imalo oko 1,400 duša. Frederick Webb Hodge drži da su možda banda plemena Pisquows., očito ih ne smatrajući Wenatchee i Piskwaus jedno te isto.

## Ime
Sami sebe ovi Indijanci nazivaju .s.npeskwau'zux, od čega su druga plemena napravila naziv Pisquow, odnosno Pisquouse ili Piskwaus. Imenom Wenatchee nazvali su ih Wasco Indijanci, što je postalo i popularan naziv za njih. Naziv Winatshipum izgleda ima isto porijeklo kao i Wenatchee. Yakima naziv winätshi, označava 'rijeku što izvire iz kanjona' (odnosno 'river issuing from a canyon,'). Naziv Wenatchee, pa stoga i Winatshipum, označavali bi 'narod na izvoru /rijeke Wenatchee', pritoke Columbije na kojoj žive Yakima Indijanci. Ovo potvrđuje i naziv Klickitat Indijanaca Awena'tchela, to jest "people at the coming- out or source," još je jedna varijanta istog imena, te nam ukazuje na lokaciju plemena u susjedstvu Yakima na izvorima rijeke Wenatchee.  

## Podjela

### Swanton
Plemena
- Sinia'lkumuk, na Columbiji, između Entiat Creeka i rijeke Wenatchee.
- Sinkumchi'muk, na ušću Wenatcheeja.
- Sinpusko'isok, na pritokama Wenatcheeja, na mjestu Leavenwortha.
- Sintia'tkumuk, duž Entiat Creek.
- Stske'tamihu, 6 milja nizvodno od grada Wenatchee.

Bande
- Camiltpaw, na istočnoj obali Columbije.
- Shanwappom, na izvorima Klickitata
- Siapkat, zapadna obala Columbije, oko Bishop Rocka.
- Skaddal, rijeka Klickitat, zapadna obala Yakime, a kasnije nasuprot ušća Selah Creeka.

### Hodge
- Camiltpaw, na istočnoj obali Columbije.
- Shallattoo, na rijeci Cataract, Washington
- Shanwappom, na izvorima Klickitata
- Siapkat, zapadna obala Columbije, oko Bishop Rocka.
- Skaddal, rijeka Klickitat, zapadna obala Yakime, a kasnije nasuprot ušća Selah Creeka.
- Squannaroo, na rijeci Cataract, Washington

## Kultura
Područje Platoa rijeke Columbije poznato je po posebnom tipu kulture koju su razvila sva tamošnja plemena. Ona pripadaju po porijeklu u više porodica a najveće su Shahaptian, sa spomenutim plemenima Klickitat i Yakima, te plemena Salishan koja dijelom isto živi na Platou, među ostalima pripadaju im i pleme ili plemena Wenatchee, Indijanci Columbia, Chelan i drugi. Svi imaju kulturu vezanu uz ribolov i kopanje korijenja. Rani izvještaji spominju ova plemena kao prave ihtiofage (ichtiophagia) s veoma slabim zubima.

## Wenatchee danas
Wenatchee danas žive na rezervatu Colville u konfederaciji 'Confederated Tribes of the Colville Reservation'  koju čine zajedno s plemenima: Chelan, Colville, Entiat, Lake, Methow, Moses-Columbia, Nespelem, Nez Perce of Chief Joseph’s Band,  Palus, Sanpoil i Sinkaietk. Rezervat se prostire na 2,100 četvornih milja. Takozvani 'Confederated Tribes of the Colville Reservation' vode su kao suvereni narod i frderalno su priznato pleme s preko 9,000 pripadnika. Vidi Colville Indian Reservation.

## Vanjske poveznice
- Wenatchee, Swanton